# Белянка степная
Белянка степная (лат. Pontia chloridice) — вид бабочек из семейства белянок.

## Этимология названия
Хлоридика (греческая мифология) — одна из данаид, дочерей Даная и Пиерии, бежавшая в Аргос от преследования братьев.

## Описание
Длина переднего крыла 19—23 мм. Основной фон крыльев — белый с серыми пятнами у вершины и по краям крыльев. Задние крылья на нижней стороне с ярко-зелёным пёстрым рисунком. Дискальное пятно на нижней стороне передних крыльев чёрного цвета с белой отметиной внутри, без зеленоватого напыления.

## Ареал
Степная полоса Украины, Молдавии и России к востоку до Забайкалья, Монголии, Кореи, юг Балканского полуостров, Турция, Закавказье, Большой Кавказ, Иран, Северный Пакистан, Центральная Азия, Казахстан. В европейской части России вид встречается в степях и южной части лесостепи, а также на Большом Кавказе.
Населяет степи различных типов (преимущественно, сухие, злаково-полынные) и остепненные луга. На Кавказе вид встречается на балках и расщелинах с зарослями кустарников, на глинистых щебнистых склонах на высотах от 600 до 2000 м.

## Биология
За год развиваются два-три поколения. Время лёта: с мая по июнь и в июле — августе, до конца октября. Бабочки летают по склонам холмов и балок, в антропогенных участках степей, питаются на разных цветущих крестоцветных.

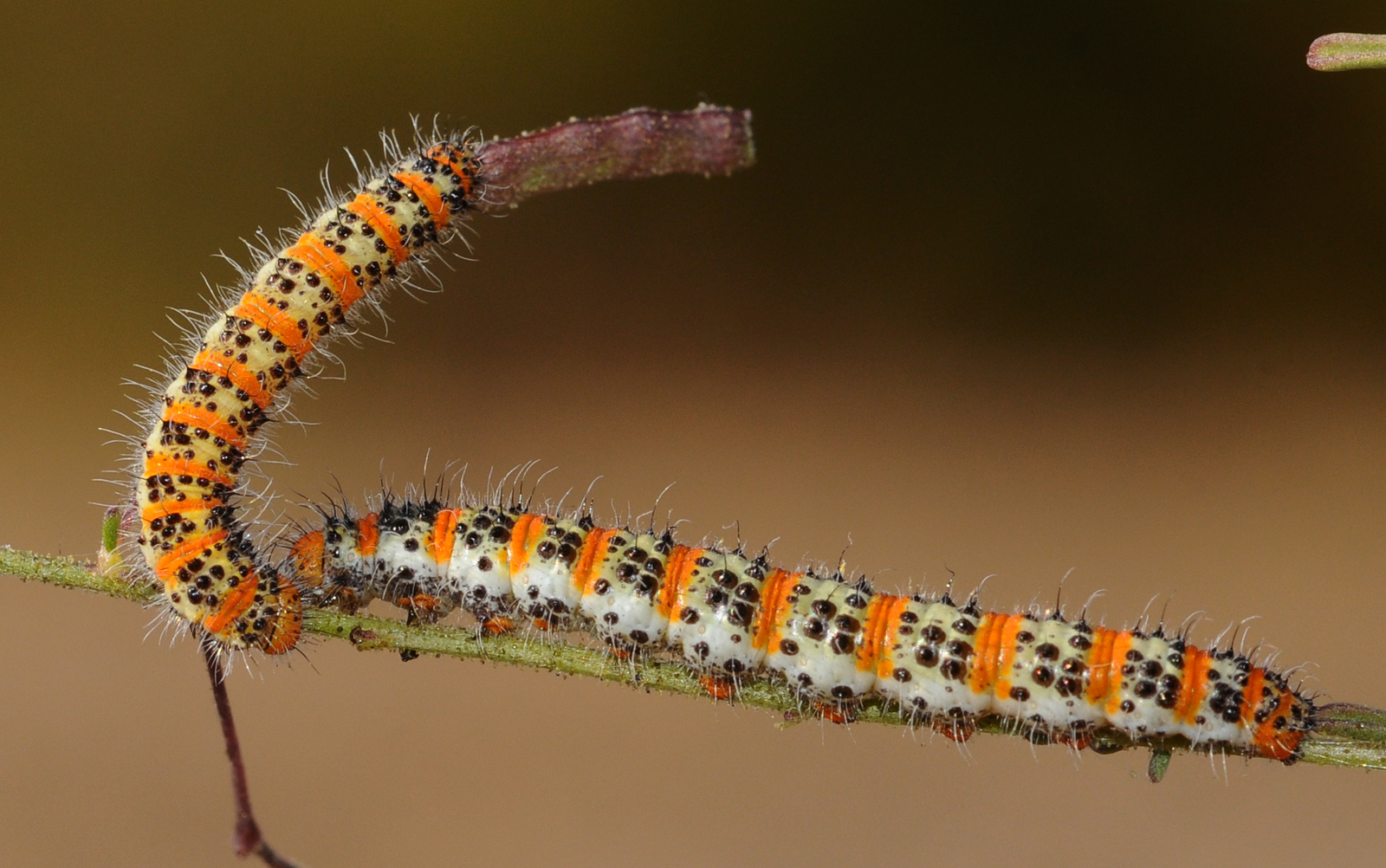

Яйца самки откладывают преимущественно на листья кормовых растений. Гусеницы питаются на цветах, листьях, а также развивающихся семенах. Кормовые растения: Descurainia, Sisymbrium, Sinapis. Зимуют куколки, прикреплённые к стеблям растений или камням, на поверхности почвы.